# Società Archeologica Comense
La Società Archeologica Comense è un ente culturale costituito il 12 marzo 1902 e trasformato in ente morale con R.D. 17.2.1927 n. 525 che ha nell'oggetto sociale la divulgazione delle scoperte archeologiche e della storia di Como e del territorio della sua antica diocesi. La divulgazione avviene anche tramite la pubblicazione della Rivista Archeologica e le proprie attività istituzionali.

## Storia

### Origini
L'inizio della moderna archeologia nel territorio di Como risale alla costituzione della Commissione provinciale per la conservazione dei monumenti antichi, avvenuta nel 1861, all'indomani dell'unità d'Italia. Tuttavia, questa ebbe nei fatti breve vita: infatti, soltanto nel 1863 i lavori svolti dal sacerdote ticinese don Serafino Balestra presso la basilica di Sant'Abbondio suscitarono l'interesse della comunità cittadina verso gli studi archeologici. Così, grazie anche all’interessamento di monsignor Vincenzo Barelli, e in risposta ad uno stimolo delle istituzioni governative, nel 1870 la commissione venne rifondata e iniziò presto ad operare sul territorio provinciale.
Nel dicembre del 1871, allo scopo di divulgarne le attività e le ricerche, fu decisa la creazione della Rivista archeologica della città e provincia di Como: tale pubblicazione destò vivo interesse sia in Italia sia all'estero, e venne richiesta anche dal celebre studioso Theodor Mommsen. Negli anni seguenti, la rivista pubblicò contributi riguardanti le scoperte del comasco, tra cui quella dell'abitato preromano di Como, fino ad allora di incerta collocazione.
Alla fine dell'Ottocento, cambiamenti all'interno delle istituzioni provinciali e il venir meno di alcuni dei principali contributori minacciarono la sopravvivenza stessa della rivista, che per continuare le pubblicazioni si appoggiò ad altre, tra le quali l'Archivio storico lombardo. Nel 1902 fu decisa la fondazione della Società archeologica comense, alla quale parteciparono alcune figure che avrebbero segnato l’attività degli anni successivi: tra questi Antonio Magni, monsignor Giovanni Baserga, Antonio Giussani, ed il noto intellettuale Carlo Dossi, che possedeva una villa nei pressi di Como.

### Sviluppi
Sodalizio ormai dotato di notevole riconoscimento anche da parte delle autorità pubbliche, nel 1927 la Società fu eretta ente morale e ne fu approvato lo statuto ancora oggi in vigore.
Nel corso del Novecento l'attività della Società archeologica comense e della sua rivista proseguirono intense, fornendo importanti lavori di documentazione, tra gli altri, degli scavi di Angera e della scoperta della necropoli della Ca’ Morta. Un importante contributo fu dato da Ferrante Rittatore Vonwiller, che divenne poi nel 1969 presidente della Società.
In anni più recenti, la rivista è stata a lungo diretta da Giorgio Luraschi.
Attualmente, la Società archeologica comense conta oltre un migliaio di soci e affianca, alle proprie attività istituzionali di studio e ricerca, anche iniziative per la promozione della cultura archeologica presso il pubblico, oltre che un’attività didattica condotta in collaborazione con le scuole del territorio.